# 간이역
간이역(簡易驛)은 이용객이 적고 효율성이 낮아 역장이 배치되지 않고 일반 역에 비해 규모가 작은 역을 말한다. 간이역의 경우 인근 상급 관리역에 소속되어 지휘 및 통제를 받는다. 그러나 간혹 역장이 있는 보통역이라도 간이역으로 불리는 경우가 있다. 장소의 특수성 때문에 사진작가들의 주요 촬영 대상이 되거나 많은 문학·음악 작품의 소재가 되기도 한다.

## 세계의 간이역

### 대한민국

역무원이 없는 원북역

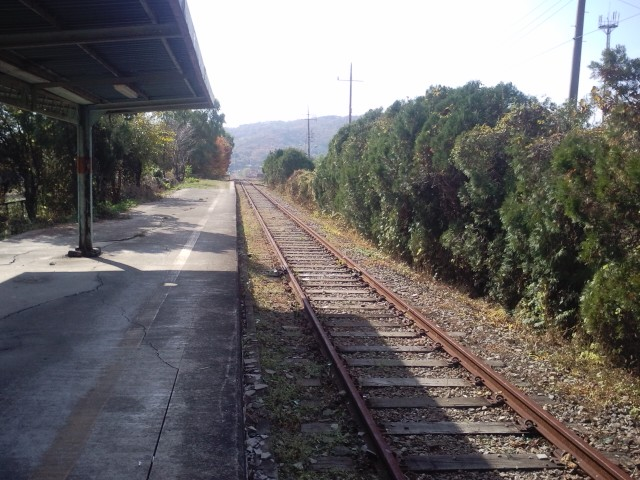
역무원이 없으며, 역사 또한 없는 교외선 장흥역

대한민국 철도청에서부터 사용하던 행정 분류이다. 간이역에서도 기차를 탈 수 있으나 정차하지 않고 그대로 통과하는 기차도 있으므로 정차하는 기차의 시간대를 확인해야 한다.
다음 각 호의 1에 해당될 경우, 간이역이나 임시승강장을 신설할 수 있다.
- 1일 평균 승강인원이 300명 이상으로 예상될 때
- 설치 예정 지점에서 인접 역간의 거리가 3km 이상일 때
- 대도시 근교지역으로 주민의 편익상 특별하게 필요한 경우
- 관광 또는 보양지역으로써 특별하게 필요한 경우
- 타 교통기관의 1일 2왕복 이내의 지역으로써 특히 필요할 때

대한민국에는 현재 800여개의 간이역이 있는데 그중에는 기차가 아예 정차하지 않거나, 역사(驛舍)는 철거되고 승강장만 남은 역도 많다. 24개의 간이역은 그 가치를 인정받아 등록문화재로 지정되기도 하였다. 등록문화재로 지정된 간이역은 아래와 같다.
- 제77호 경의선 구 장단역지 (경의선)
- 제105호 울산 남창역사 (동해선)
- 제122호 구 곡성역 (전라선)
- 제128호 원창역사 (경전선)
- 제136호 경의선 신촌역사 (경의선)
- 제165호 원주 반곡역사 (중앙선)
- 제192호 진해역사 (진해선)
- 제208호 군산 임피역사 (장항선)
- 제210호 익산 춘포역사 (전라선)
- 제270호 구. 반야월역사 (대구선)
- 제294호 구. 고양 일산역 (경의선)
- 제295호 구. 남양주 팔당역 (중앙선)
- 제296호 구. 양평 구둔역 (중앙선)
- 제297호 영동 심천역 (경부선)
- 제298호 삼척 도경리역 (영동선)
- 제299호 나주 남평역 (경전선)
- 제300호 구. 화랑대역 (경춘선)
- 제301호 여수 율촌역 (전라선)
- 제302호 구. 부산 송정역 (동해선)
- 제303호 대구 동촌역 (대구선)
- 제304호 문경 가은역 (가은선)
- 제305호 보령 청소역 (장항선)
- 제326호 문경 구 불정역 (문경선)
- 제336호 삼척 하고사리역 (영동선)

#### 배치간이역
배치 간이역은 역장이 없지만 한국철도공사의 상근 역무원이 근무하며 여객, 화물 또는 운전취급을 하는 간이역으로, '운전간이역'이라고 부르기도 한다. 일부 배치간이역에서는 역무원에게 승차권을 발권 받을 수도 있으나, 그렇지 않은 역도 있다. 2019년 11월 현재 48개 역이 있다.

#### 무배치간이역
무배치 간이역은 역장도 역무원도 없는 역이다. 이러한 역에서 기차를 타기 위해서는 일단 기차에 올라서, 기차의 승무원에게 차내대용권을 받아야 한다. 무배치 간이역이라도 1일 평균 승강 인원이 각 500명 이상일 때는 배치간이역으로 승격이 가능하다. 2010년 4월 기준으로 188개 역이 있다.

### 일본
일본에는 간이역이라는 분류 자체가 존재하지 않는다. 하지만 역 주변 경치가 뛰어나고, 특히 오지에 있는 역을 민간에서 비경역으로 부르기도 한다.

### 중국
중국은 한국, 일본과 달리 간이역을 무인 형태로 운영되는 경우가 많으나, 상주 중인 역무원이 있는 배치간이역이 대부분이다.
다만 대만과 홍콩은 중국처럼 사람 없이 운영되는 경우가 대부분이나, 마카오는 거의 없다.

## 같이 보기
- 철도역
- 보통역
- 신호장
- 철도승차권 위탁발매소
- 임시승강장